# Vizcondado de Lodève
El Vizcondado de Lodève (Lodeva en occitano) fue una jurisdicción feudal de Occitania abrazando parte del condado de Lodève.
El condado de Lodève estuvo generalmente asociado a la Septimania. La falta de condes propios favoreció la aparición de vizcondes dependientes de Tolosa. Después del año 1000 se nombra al vizconde Hildin o Angari, casado con Archimberta o Cheriberga, que murió en Jerusalén el 1 de abril de 1040. Su hijo Odón, casado con Chimberga, no dejó a su muerte en 1048 ningún hijo varón, y fue heredera su hija  Nobilia, que se casó con Gilbert II, vizconde de Carlat, y la hija común, Adela, se casó con Berenguer, vizconde de Millau y Gévaudan, y heredó el vizcondado de Lodève. Berenguer murió no más tarde de 1097, y el vizcondado pasó a su segundo hijo, Ricardo I, junto con la mitad del Carlat (el hijo mayor Gilbert heredó Gévaudan, Millau y la otra mitad de Carlat). Ricardo fue el padre de Hugo de Rodés (conocido como Hugo II), que poseyó el vizcondado, que probablemente reconoció como un feudo catalán en 1168. En 1186 lo vendió al obispo de Lodève (que en 1222 también fue conde de Lodève) y permaneció vinculado al obispado hasta la revolución.

## Lista de Vizcondes
- Hildin (Angari) c. 1010-1040
- Odón  1040-1048
- Nobilia 1048-c. 1060
- Gilbert II c. 1048-1060
- Adela c. 1060-1097
- Berenguer 1060-1097
- Ricardo I 1097-1135
- Hugo II de Rodés 1135-1186
- Los obispos de Lodève 1186 que fueron condes de Lodève en 1222.